# Don't look back (Héroes)
«Don't Look Back» (titulado "No mires atrás" en España y "No mires hacia atrás" en Hispanoamérica) es el segundo episodio de la primera temporada de la serie de televisión Héroes, creada por Tim Kring. Fue escrito por este y dirigido por Allan Arkush. Consiguió en Estados Unidos una audiencia de 12,57 millones de espectadores.

## Resumen
Tras la caída sufrida en el episodio anterior, Peter Petrelli despierta en un hospital, donde su hermano Nathan niega que voló. Su madre revela que su padre sufría de depresión. Más tarde, Peter y Nathan están en lo alto de un edificio de la ciudad de Nueva York, donde Nathan le dice a su hermano que los dos fueron los que volaron, ya que Nathan perdió el control por lo mucho que pesaba Peter. Nathan señala que mientras está diciendo esto, Peter está flotando sobre el edificio.
Otra animadora se lleva el crédito del acto heroico de Claire Bennet en "Génesis", y Zach revela que no puede encontrar el vídeo que hicieron. Noah Bennet le dice a Claire que está intentando encontrar a sus padres biológicos, pero no revela que tiene el vídeo.
Mohinder Suresh se encuentra con Eden McCain, una amiga de su padre que creía en sus teorías. Un hombre llamado Sylar intenta contactar a Chandra, y reveló que su «hambre» está fuera de control. Mohinder y Eden encuentran una unidad de flash que contiene el programa utilizado por Chandra en su investigación.
Habiendo llegado a Times Square, Hiro Nakamura se ve a sí mismo en la portada de "La 9.ª  Maravilla", un libro de historietas que él compra y se enfrasca en tratar de encontrar al creador de la historieta, Isaac Méndez. Al llegar al apartamento de Isaac, encuentra el cuerpo del artista en el suelo, y la policía lo detiene al llegar como sospechoso. Hiro descubre que, accidentalmente, ha viajado al futuro y que puede viajar de vuelta cuando, al parecer, se produce una explosión nuclear.
Isaac le dice a Simone Deveaux que son responsables de poner fin a la eventual explosión que él pintó, pero Simone niega su precognición, y le obliga a elegir entre ella o su drogas,y a su habiliidad.